# Герой Социалистического Труда
Геро́й Социалисти́ческого Труда́ — государственная награда в СССР, высшая степень отличия за труд с 1938 по 1991 год.

## История награды
Звание Героя Социалистического Труда и Положение о звании учреждены Указом Президиума Верховного Совета СССР от 27 декабря 1938 года «Об установлении высшей степени отличия — звания Героя Социалистического Труда». Ранее существовало звание «Герой Труда».
Текст Положения гласил: «Звание Героя Социалистического Труда является высшей степенью отличия в области хозяйственного и культурного строительства и присваивается лицам, которые своей особо выдающейся новаторской деятельностью в области промышленности, сельского хозяйства, транспорта, торговли, научных открытий и технических изобретений проявили исключительные заслуги перед государством, содействовали подъёму народного хозяйства, культуры, науки, росту могущества и славы СССР». Согласно Положению, Герою Социалистического Труда вручались орден Ленина и грамота Президиума Верховного Совета СССР.
Первое награждение состоялось через год после учреждения награды: 20 декабря 1939 года звание Героя Социалистического Труда присвоено И. В. Сталину в честь его шестидесятилетия и «за исключительные заслуги в деле организации Большевистской партии, создания Советского государства, построения социалистического общества в СССР и укрепления дружбы между народами Советского Союза».
Позднее Указом Президиума Верховного Совета СССР от 22 мая 1940 года «О дополнительных знаках отличия для Героев Социалистического Труда» был установлен особый знак отличия — золотая медаль «Серп и Молот».
Первоначально не предусматривалось награждение Героя Социалистического Труда за новый трудовой подвиг второй золотой медалью. В Указе Президиума ВС СССР от 3 марта 1949 года впервые была установлена возможность награждения Героев Социалистического Труда — передовиков сельского хозяйства второй золотой медалью «Серп и Молот». Данный Указ предусматривал, что в честь заслуг дважды Героев сооружались бронзовые бюсты на их родине. Однако вторыми золотыми медалями отмечались и Герои Социалистического Труда, работавшие в других областях народного хозяйства.
Орден Ленина первоначально вручался не более одного раза, только при первом награждении.
Позднее Президиум Верховного Совета СССР Указом от 6 сентября 1967 года установил ряд льгот Героям Социалистического Труда, Героям Советского Союза и кавалерам всех трёх степеней ордена Славы. Перечень льгот был расширен к 30-летию Победы Указом от 30 апреля 1975 года и действует поныне, подтверждённый законодательством Российской Федерации, хотя звание Героя Социалистического Труда упразднено.
В 1973 году Указом от 14 мая было утверждено Положение о звании Героя Социалистического Труда в новой редакции. Положение определяло, что «звание Героя Социалистического Труда является высшей степенью отличия за заслуги в области хозяйственного и социально-культурного строительства» и «присваивается лицам, которые проявили трудовой героизм, своей особо выдающейся новаторской деятельностью внесли значительный вклад в повышение эффективности общественного производства, содействовали подъёму народного хозяйства, науки, культуры, росту могущества и славы СССР». Было снято ограничение в количестве повторных награждений медалью «Серп и Молот», существовавшее с 1940 года (не более трёх раз). Положение вводило порядок вручения ордена Ленина при каждом награждении медалью «Серп и Молот». Положение утвердило также, что если Герой Социалистического Труда является одновременно Героем Советского Союза, то на его родине также сооружается бронзовый бюст, как если бы он был дважды Героем Социалистического Труда. Кроме того, Положение утвердило перечень льгот, установленных ранее.
Постановлением Президиума Верховного Совета СССР от 22 августа 1988 года «О совершенствовании порядка награждения государственными наградами СССР» повторное награждение медалью «Серп и Молот» было прекращено. Героям Советского Союза, являющимся одновременно Героями Социалистического Труда, по ходатайству государственных органов и общественных организаций могут сооружаться бронзовые бюсты. Бронзовые бюсты при жизни Героев не устанавливаются.
Через три года, в 1991 году, звание было упразднено вместе с наградной системой СССР.
После распада СССР живущим Героям Социалистического Труда — гражданам России с 1 июля 2006 года выплачивается ежегодно индексируемая ежемесячная денежная выплата в размере 26 847 рублей (с 1 февраля 2021 года — 50 755 рублей 54 копейки, с 2023 года — 61 566 рублей 28 копеек).

## Статистика присвоения звания
Всего звание Героя Социалистического Труда присваивалось 20 747 раз. Однако 89 человек по разным причинам были лишены звания Героя Социалистического Труда, а в отношении 44 человек Указы о присвоении звания были отменены как необоснованные. Ещё 3 человека были лишены только второй медали «Серп и Молот», то есть перестали быть дважды Героями Социалистического Труда, но остались Героями Социалистического Труда. Таким образом, окончательное число Героев Социалистического Труда составляет 20 615 человек, в том числе 201 человек — дважды и 15 — трижды. Не менее 20 человек посмертно удостоены этого звания.
Исчерпывающую статистику за всю историю присвоения звания пока установить не удалось, но в 1988 году были опубликованы данные по состоянию на 1 июля 1988 года (по итогам 20 370 награждений, с учётом того, что после этого времени было произведено менее 400 награждений, нижеприведённые данные являются достаточно полными и объективными):
Распределение награждений по сферам деятельности награждённых
- сельское хозяйство — 12 441,
- промышленность — 4 856,
- строительство — 1 076,
- транспорт — 800,
- работники научных учреждений — 319[9],
- академики и члены-корреспонденты АН СССР и республиканских академий наук — 273,
- образование — 155,
- представители органов государственной власти и управления, общественных организаций — 123,
- представители Министерства обороны СССР — 100,
- ветераны КПСС — 9,
- представители органов внутренних дел и государственной безопасности — 5,
- работники иных отраслей — 89.

Распределение награждений по союзным республикам СССР
- РСФСР — 9 670,
- Украинская ССР — 3 651,
- Казахская ССР — 1 803,
- Грузинская ССР — 1 301,
- Узбекская ССР — 922,
- Азербайджанская ССР — 577,
- Белорусская ССР — 549,
- Таджикская ССР — 410,
- Туркменская ССР — 323,
- Киргизская ССР — 275,
- Армянская ССР — 225,
- Молдавская ССР — 199,
- Латвийская ССР — 165,
- Литовская ССР — 163,
- Эстонская ССР — 137.

## Наиболее известные Герои Социалистического Труда
Первое звание Героя Социалистического Труда Указом от 20 декабря 1939 года присвоено И. В. Сталину. В 1945 году он также удостоен звания Героя Советского Союза, но поскольку Сталин не считал себя достойным этой награды, он никогда не надевал медаль «Золотая Звезда», в то время как медаль «Серп и Молот» носил постоянно.
Вторым Героем Социалистического Труда стал В. А. Дегтярёв на основании Указа от 2 января 1940 года, третьим — Ф. В. Токарев (Указ от 28 октября 1940 года). Указом от 28.10.1940 звание было присвоено также Н. Н. Поликарпову, Б. Г. Шпитальному, В. Г. Грабину, А. С. Яковлеву, А. А. Микулину, В. Я. Климову, И. И. Иванову, М. Я. Крупчатникову. 12-м Героем Социалистического Труда стал С. А. Чаплыгин (Указ от 01.02.1941). 13-м — А. Г. Костиков.
В 1949 году звание Героя Социалистического Труда несколько раз было присвоено школьникам: Махмуду Ишназарову, Турсунали Матказимову за сбор хлопка и Нателле Челебадзе за сбор чая.
За всю историю СССР трижды Героями Социалистического Труда становились 16 человек:
1. Александров, Анатолий Петрович.
2. Ванников, Борис Львович.
3. Духов, Николай Леонидович.
4. Зельдович, Яков Борисович.
5. Ильюшин, Сергей Владимирович.
6. Келдыш, Мстислав Всеволодович.
7. Кунаев, Динмухамед Ахмедович.
8. Курчатов, Игорь Васильевич.
9. Сахаров, Андрей Дмитриевич (лишён звания).
10. Славский, Ефим Павлович.
11. Туполев, Андрей Николаевич.
12. Турсункулов, Хамракул.
13. Харитон, Юлий Борисович.
14. Хрущёв, Никита Сергеевич.
15. Черненко, Константин Устинович.
16. Щёлкин, Кирилл Иванович.

Трижды Герой Социалистического Труда академик А. Д. Сахаров за антисоветскую деятельность был лишён этого звания и всех трёх медалей «Серп и Молот» Указом Президиума Верховного Совета СССР от 8 января 1980 года. Впоследствии, в ходе перестройки, М. С. Горбачёв проинформировал Сахарова о подготавливаемом указе о возвращении ему всех наград. Однако в ответ Сахаров заявил, что он примет награды только после того, как в СССР будут освобождены все политические заключённые. В результате при жизни учёного указ так и не был подписан.
Дважды Героем Социалистического Труда является 201 человек (помимо этого, три Героя Социалистического Труда были лишены второй звезды, а один человек лишён обеих звёзд «Серп и Молот»).
Одиннадцать Героев Социалистического Труда были также Героями Советского Союза:
1. Брежнев, Леонид Ильич (четырежды Герой Советского Союза).
2. Ворошилов, Климент Ефремович (дважды Герой Советского Союза).
3. Головченко, Василий Иванович.
4. Гризодубова, Валентина Степановна.
5. Машеров, Пётр Миронович.
6. Орловский, Кирилл Прокофьевич.
7. Сталин, Иосиф Виссарионович.
8. Трайнин, Пётр Афанасьевич.
9. Третьяк, Иван Моисеевич.
10. Устинов, Дмитрий Фёдорович (дважды Герой Социалистического Труда).
11. Хрущёв, Никита Сергеевич (трижды Герой Социалистического Труда).

Восемь Героев Социалистического Труда являются полными кавалерами ордена Славы:
1. Величко, Максим Константинович.
2. Литвиненко, Павел Андреевич.
3. Мартыненко, Анатолий Алексеевич.
4. Пеллер, Владимир Израйлевич.
5. Султанов, Хатмулла Асылгареевич.
6. Фёдоров, Сергей Васильевич.
7. Христенко, Василий Тимофеевич.
8. Яровой, Михаил Саввич.

Один Герой Социалистического Труда является полным кавалером ордена Трудовой Славы:
1. Вашакидзе, Борис Ильич.

Два Героя Социалистического Труда являются Героями Российской Федерации:
1. Калашников, Михаил Тимофеевич (дважды Герой Социалистического Труда).
2. Спасский, Игорь Дмитриевич.

Три Героя Социалистического Труда являются Героями Труда Российской Федерации (причём во втором случае повторное присвоение высшей степени отличия произошло через рекордный период — 54 года):
1. Велихов, Евгений Павлович.
2. Ефремов, Герберт Александрович.
3. Пахмутова, Александра Николаевна.

Последним в истории СССР Героем Социалистического Труда стала оперная певица из Казахстана Бибигуль Тулегенова, награждённая Указом Президента СССР от 21 декабря 1991 года.

## Дополнительные факты
- Автор эскиза награды — архитектор М. И. Мержанов[17].
- Указом Президиума Верховного Совета СССР от 30 сентября 1943 года № 80 впервые после И. В. Сталина званием Героя Социалистического Труда награждены представители высшего руководства страны — члены Политбюро ЦК ВКП(б) Л. П. Берия[18], Г. М. Маленков, А. И. Микоян и В. М. Молотов[19].
- Указ Президиума Верховного Совета СССР от 5 ноября 1943 года стал первым, когда звание Героя Социалистического Труда было присвоено большому числу рядовых тружеников. Среди 127 награждённых впервые появились женщины — А. Н. Александрова, А. П. Жаркова, Е. М. Чухнюк. Также впервые шесть человек получили это звание посмертно[19].
- За время Великой Отечественной войны звания Героя Социалистического Труда удостоены 170 человек. Имена Героев военного (а также предвоенного) периода увековечены на двух мраморных колоннах Зала Славы Центрального музея Великой Отечественной войны — всего 220 фамилий.
- В 1947—1958 годах звание Героя Социалистического Труда получили 8395 человек. Большинство из них (7494 человека) были работниками сельского хозяйства.
- В отличие от звания Героя Советского Союза, звание Героя Социалистического Труда присваивалось только гражданам СССР. Исключением является немецкий физик-ядерщик Николаус Риль.
- По подобию СССР аналогичные звания были учреждены и в большинстве стран социалистического лагеря (не учреждалось только в Польше, где аналогичное положение в наградной системе имел орден Строителей Народной Польши):

| Герой Труда Демократической Республики Афганистан                 |                                                 |
| Герой труда ГДР                                                   |                                                 |
| Герой Социалистического Труда Народной Республики Болгария        | Герой Социалистического Труда (Болгария)        |
| Герой Социалистического Труда ЧССР                                | Герой социалистического труда (Чехословакия)    |
| Герой Социалистического труда Венгерской Народной Республики      | Герой Социалистического Труда (Венгрия)         |
| Герой Труда Монгольской Народной Республики                       |                                                 |
| Герой Социалистического труда Социалистической Республики Румыния |                                                 |
| Герой Социалистического Труда Албании                             |                                                 |
| Герой Социалистического Труда Югославии                           | Орден Героя социалистического труда (Югославия) |
| Герой Труда Вьетнама                                              | Герой Труда (Вьетнам)                           |
| Герой Труда Республики Куба                                       |                                                 |
| Герой Труда КНДР                                                  | Герой Труда (КНДР)                              |

- После распада СССР аналогичные награды в большинстве постсоветских государств отсутствовали. В 1998 году на Украине было учреждено звание Героя Украины с вручением ордена «Золотая Звезда» (за совершение геройского поступка) либо ордена Государства (за трудовые достижения). В 2008 году было учреждено звание Герой Труда Казахстана, в 2013 году — звание Герой Труда Российской Федерации, а в 2017 году — звание Герой Труда Донецкой Народной Республики.

| Герой Труда Донецкой Народной Республики     |                                  |
| Герой Труда Казахстана                       | Герой Труда Казахстана           |
| Герой Труда Российской Федерации             | Герой Труда Российской Федерации |
| Герой Украины с вручением ордена Государства | Герой Украины                    |